# Wersabe
Wersabe is een dorp en voormalige gemeente in het Landkreis Cuxhaven in de deelstaat Nedersaksen. Het ligt aan de Wezer.
Wersabe heet naar een (nog bestaand) adellijk geslacht, waarvan leden in de omgeving van het dorp van de 12e tot de 18e eeuw namens de landheer gezag uitoefenden. Zij lieten ook de Mariakerk bouwen, die in de 18e eeuw door nieuwbouw werd vervangen.
Het dorp  werd in 1968 samengevoegd met Sandstedt. Die gemeente ging in 2014 op in de eenheidsgemeente Hagen im Bremischen.

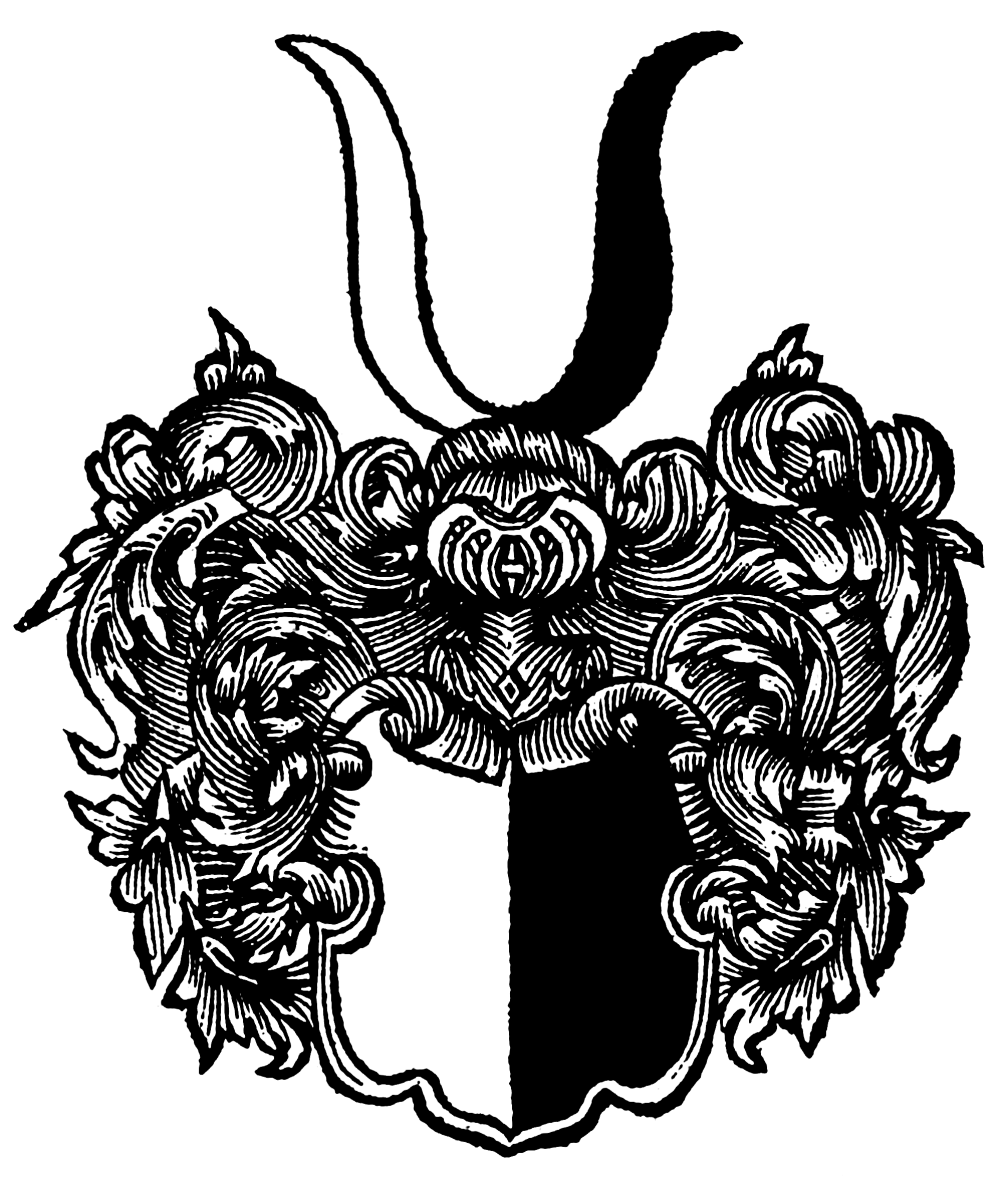
Wapen geslacht Wersebe of Wersabe (1720)
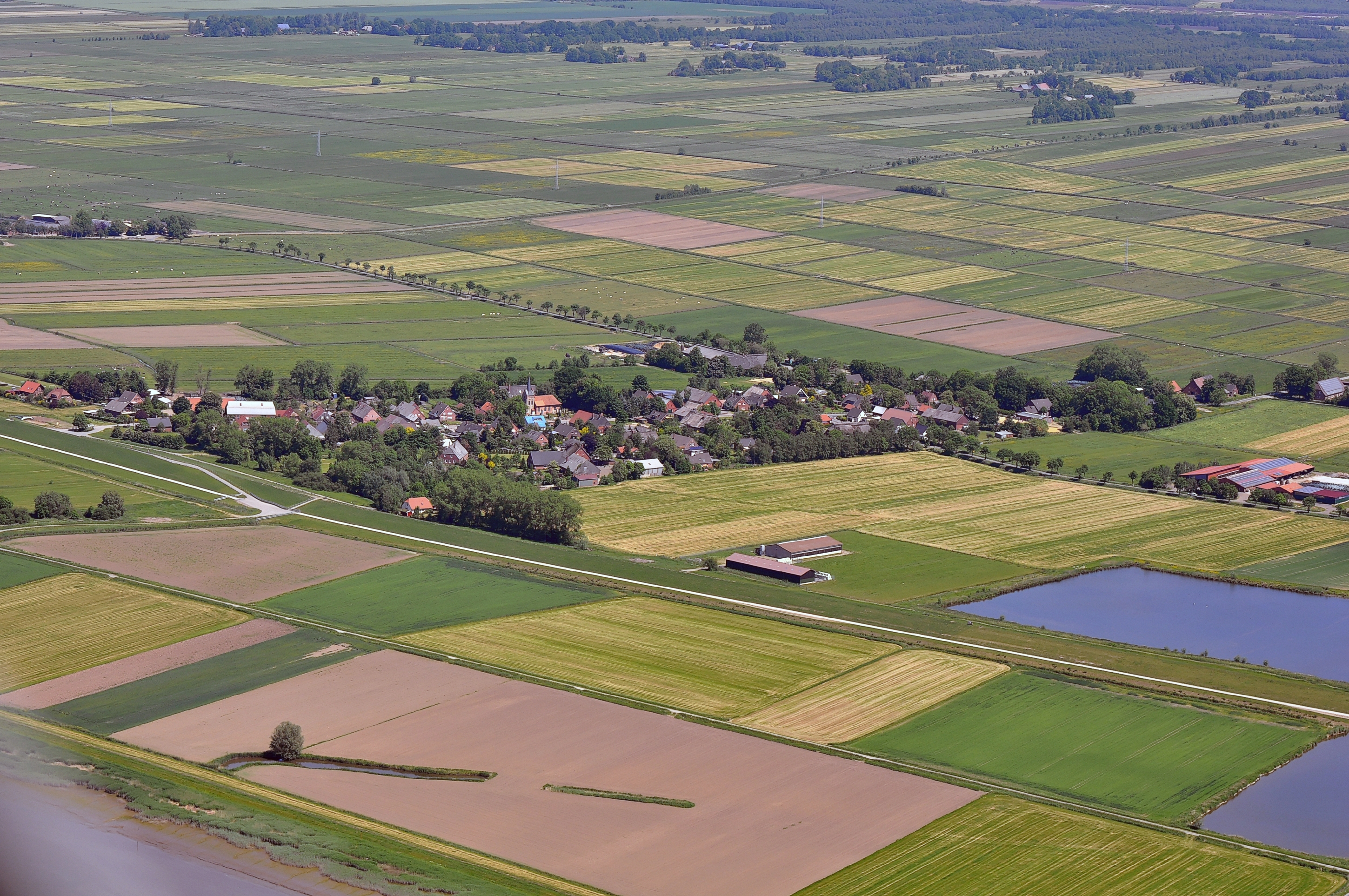
Luchtfoto van het dorp (2012)
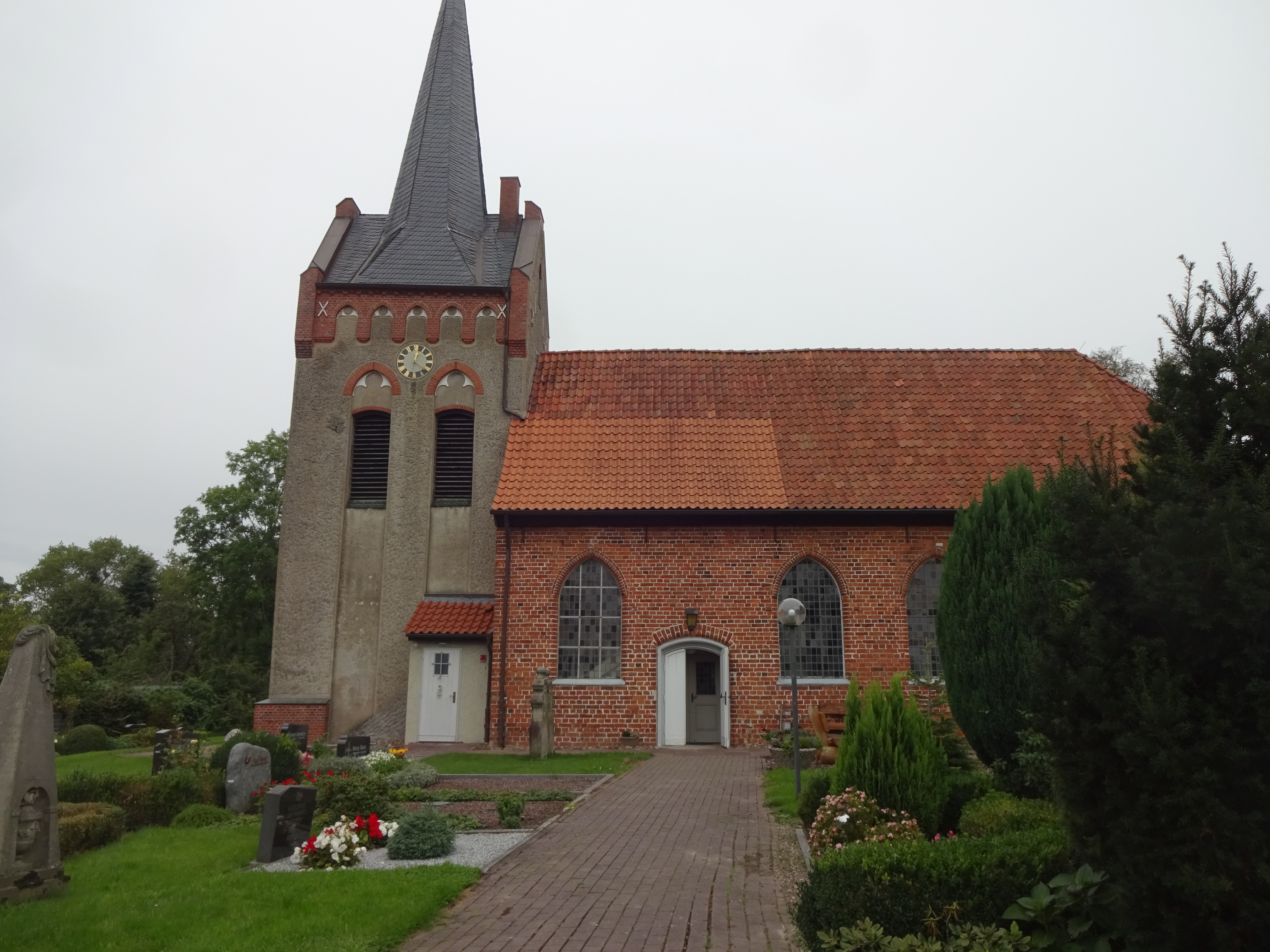
Mariakerk te Wersabe (eerste helft 18e eeuw)
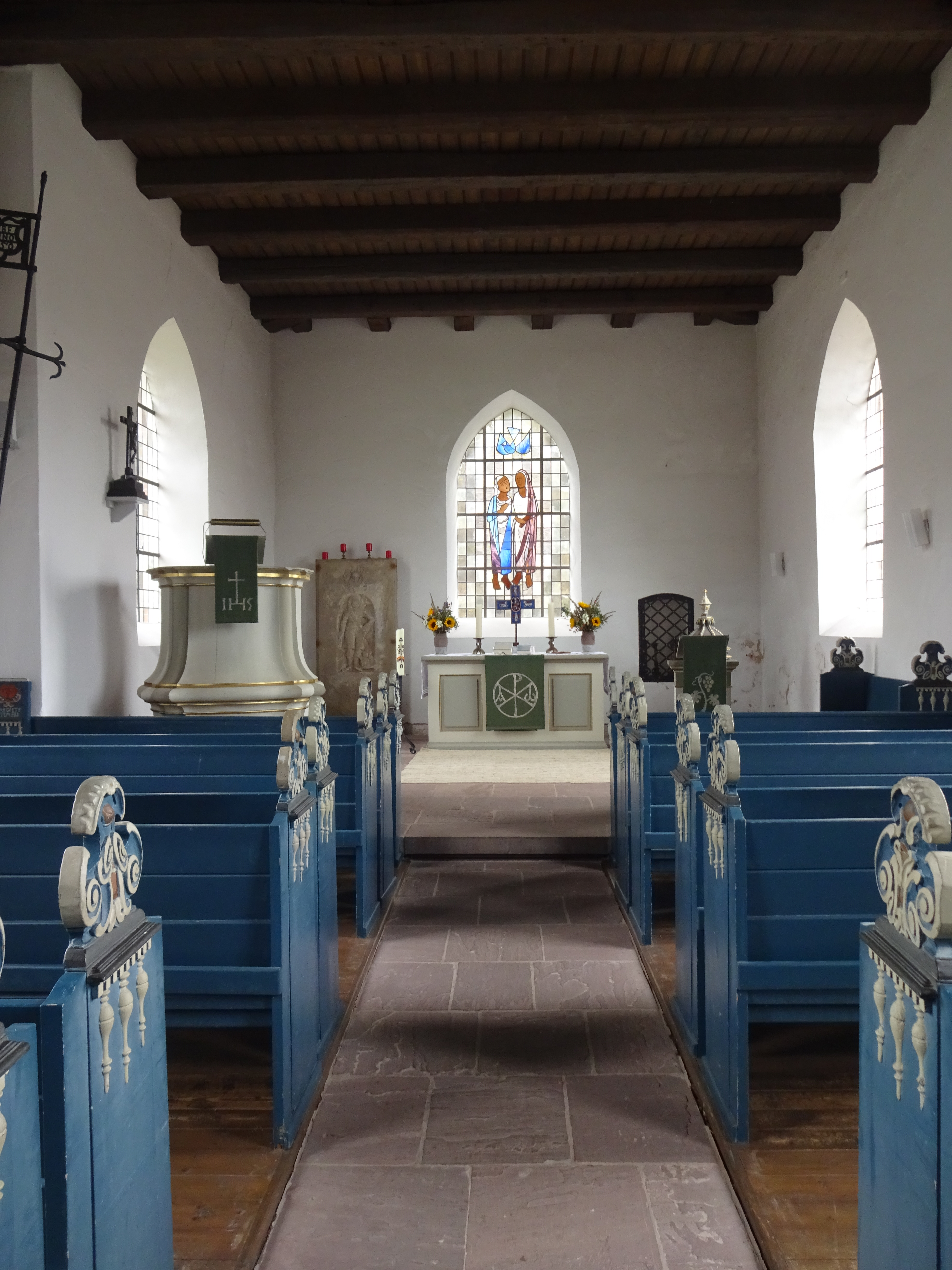
Interieur van dit kerkgebouw

Zie verder: Hagen im Bremischen.